# 卡森 (明尼蘇達州聖路易斯縣)
卡森（英語：Cusson）是位於美國明尼蘇達州聖路易斯縣萊丁鎮區的一個非建制地區。

## 歷史
卡森的郵局於1909年成立，其後於1929年停運。鐵路曾於此地設站。

## 地理
卡森所處的海拔為高於海平面406米（即1332英呎），而該地所採用的時區為UTC-6，即北美中部時區（CST）。同時該地設有夏令時間，為UTC-6調快一小時，即UTC-5（CDT）。